# جامعة (ولاية المغير)
جامعة بلدية جزائرية تابعة لدائرة جامعة ولاية المغير تقع بين المغير وتقرت يقطنها 50000 نسمة.

## أصل التسمية
يقال لأنها جمعت العديد من الأقوام والعرقيات وهي مدينة حديثة النشأة.

### الموقع الجغرافي
يحد بلدية جامعة كل من:
- شمالا: بلدية تندلة
- جنوبا: بلدية سيدي عمران
- شرقا: ولاية تقرت
- غربا: بلدية مرارة
- الجنوب الغربي: بلدية مرارة

## التاريخ
نواة مدينة جامعة هما حي الجناح الأخضر وحي السوق, ثم امتد البنيان ليشكل نسيج عمراني يمتد من حي البليدة و حي الجبل , و وغلانة وحي النسيم.. و حي الناموس.. و برج سليمان.

## المنشآت القاعدية
تحتوي بلدية جامعة على أكبر مصنع للتمور في إفريقيا

## النشاط الرياضي
يعتمد الشباب على ممارسة كرة القدم بها فريق تأسس سنة 1949 مولودية شباب جامعة، وألعاب القوى والفنون القتالية.

## الاقتصاد
مهنة فلاحية ترتكز على غرس النخيل.

## وصلات أخرى

### وصلات داخلية
- دائرة جامعة